# Condado de Guadalete
El Condado de Guadalete es un título nobiliario español creado por
el rey Fernando VII en 1819 a favor de Vicente José Vázquez, ganadero de reses bravas natural de Utrera. Su nombre se refiere al río Guadalete, que discurre por la provincia de Cádiz, en Andalucía. Al morir sin descendencia el título se extinguió.